# Diana (film)
Diana è un film del 2021 diretto da Christopher Ashley.
Il film è una registrazione dal vivo dell'omonimo musical di Joe DiPietro e David Bryan, registrato al Longacre Theatre di Broadway nell'estate del 2020 durante la chiusura dei teatri causata dalla pandemia di COVID-19.

## Sviluppo

### Produzione
Dopo meno di un mese di anteprime, il 12 marzo 2020 la produzione di Broadway del musical Diana fu interrotta a causa della chiusura dei teatri imposta per evitare la diffusione della COVID-19. Nell'agosto dello stesso anno è stato annunciato che il musical teatrale sarebbe stato filmato per il grande schermo con Christopher Ashley, già regista dello show, come regista anche dell'adattamento cinematografico.

### Riprese
Le riprese sono state effettuale al Longacre Theatre di New York nell'estate del 2020, senza pubblico.

## Promozione
Il primo trailer di Diana è uscito il 9 settembre 2021.

## Distribuzione
Il film è disponibile sulla piattaforma di Netflix dal 1º ottobre 2021.

## Accoglienza
Il film ha ricevuto recensioni negative dalla critica. Il sito aggregatore di recensioni Rotten Tomatoes riporta che solo il 12% delle 34 recensioni professionali ha dato un giudizio positivo sul film, con un voto medio di 3,1 su 10. Charles McNulty del Los Angeles Times ha scritto: "La colonna sonora è in realtà più vicina alla Broadway commerciale dei primi anni, uno stile ancora più datato per il mio orecchio". The Guardian gli ha assegnato una stella su cinque, affermando che "se fosse una satira deliberata sarebbe geniale, ma non lo è."
Alla 42ª edizione dei Razzie Awards il film ha ricevuto otto candidature, vincendo per il Peggior film, Peggior regista a Christopher Ashley, Peggior attrice protagonista a Jeanna de Waal, Peggior attrice non protagonista a Judy Kaye, e Peggior sceneggiatura a Joe DiPietro e David Bryan.